# Club Deportivo Zapata
El Club Deportivo Zapata, actualmente conocido como Club Astros Zapata, es un equipo de fútbol mexicano que juega en la Tercera división mexicana, y que alguna vez alcanzó el nivel para jugar en la Segunda división. Tiene como sede la ciudad de Zapata, Morelos; realizando sus juegos de local en el Estadio Municipal de Emiliano Zapata.
El Club es fundado en 1967 con el nombre de "Club Deportivo Zapata, A.C." con sede en Jojutla, con motivos del inicio de la Tercera división mexicana, siendo su primer encuentro el 9 de julio de 1967 contra el Club Deportivo Las Brisas. Tal fue el éxito conseguido esa temporada, que el equipo Zapatista lograría el ascenso a segunda división al coronarse campeón apenas en su primera temporada.
En la actualidad el equipo se conoce como Caudillos de Zapata, pero desde 2007 se realizó un cambio de propietario, por lo que cambia su nombre por el de Astros Zapata, convirtiéndose en filial de la escuadra Astros de Cuernavaca de Segunda División.

## Palmarés
- Tercera División de México (1): 1967-1968

- Datos: Q1023238